# Rodney Franklin
Rodney Franklin (Berkeley (Californië), 16 september 1958) is een Amerikaanse jazzpianist en -componist.

## Biografie
In 1964, op zesjarige leeftijd, nam hij jazzpianolessen aan de Washington Elementary School en kreeg les van Dr. Herb Wong, een jazzjournalist, diskjockey en muziekleraar. In 1972 leidde hij op veertienjarige leeftijd de funk-jazzband In One Piece (alt. In One Peace), die zijn eerste drie opnamen uitvoerde in een studio in Ray Dobars House of Music in Berkeley. Geproduceerd door George Semper, is slechts een van de nummers uitgebracht op de Inner City Sounds 2X LP Compilation uit 2003, uitgebracht bij Luv N'Haight Ubiquity Recordings. Voordat hij in 1978 bij CBS Records tekende, werkte Franklin samen met John Handy in San Francisco, evenals met Bill Summers, Freddie Hubbard en Marlena Shaw. Zijn debuutalbum van CBS was In the Center (1978), een jazzfusionalbum met On the Path en I Like the Music Make It Hot. Hoewel hij 20 was toen hij het album opnam, had hij al zijn eigen geluid ontwikkeld, dat werd beïnvloed door McCoy Tyner en George Duke, Chick Corea, Lonnie Liston Smith en George Semper.
In 1980 had het album You're Never Know groot hitparadesucces met The Groove (het bereikte #7 in de Britse Singles Chart). De track is uitgebracht in zowel 7" als 12" formaat. Het creëerde een Britse dance-rage genaamd 'The Freeze', die werd opgestart door DJ Chris Hill. Andere albums die ook bij het CBS-label zijn opgenomen, zijn onder meer Rodney Franklin (1980), Endless Flight (1981), Learning to Love (1982), Marathon (1984) (waarschijnlijk zijn meest bekende in het Verenigd Koninkrijk, geproduceerd door bassist Stanley Clarke en de lp die de single Stay on in the Groove uitbracht), Skydance (1985) en It Takes Two (1986). In 1988 stapte hij over naar het platenlabel BMG en nam Diamond Inside of You op, dat de zang van Jennifer Holliday introduceerde op de single Gotta Give It Up. Bovendien heeft Franklin in 1992 ook het album Love Dancin geproduceerd en uitgebracht bij Nova Records.
- Bibliothèque nationale de France: cb139771894 (data)
- International Standard Name Identifier: 0000 0000 7365 8605
- Library of Congress Control Number: n86102030
- MusicBrainz: 142cc4f5-396e-45f5-b142-97a375351aa1
- Virtual International Authority File: 79145304392178571562
- WorldCat: E39PBJyrVPxPq3j7mBc8bF8cT3